# NGC 3639
NGC 3639 في الفهرس العام الجديد، هي مجرة، تقع في كوكبة الأسد. اكتشفت في 21 يناير 1855 بواسطة ويليام بارسونز.

## روابط خارجية
- NGC 3639 على موقع ويكي سكاي: DSS2, SDSS, GALEX, IRAS, Hydrogen α, X-Ray, Astrophoto, Sky Map, Articles and images